# L'Irrésolu (film)
Pour l’article homonyme, voir L'Irrésolu.
Pour plus de détails, voir Fiche technique et Distribution.
L'Irrésolu est un film français réalisé par Jean-Pierre Ronssin et sorti en 1994.

## Synopsis
Un jeune auteur dramatique rencontre le succès au théâtre avec une pièce inspirée de sa vie privée. Il n'arrive pas à choisir entre trois femmes : Gaëlle, la tendre emmerdeuse, Marianne, une toute jeune femme, et Christine, médecin sur le point de retourner en Afrique.

## Fiche technique
- Réalisation : Jean-Pierre Ronssin
- Scénario : Jean-Charles Le Roux, Jean-Pierre Ronssin
- Image : Benoît Delhomme
- Musique : Pascal Estève
- Montage : Joële Van Effenterre
- Durée : 85 minutes
- Date de sortie : 8 juin 1994

## Distribution
- Vincent Lindon : François
- Sandrine Kiberlain : Gaelle
- Thiam Aïssatou : Christine
- Barbara Schulz : Marianne
- Philippe Duclos : Georges
- Béatrice Agenin : Marie-France, mère de Marianne
- Christine Murillo : Carole, agent de François
- Paul Pavel : le père de Marianne
- Jean-Louis Jacopin
- Thérèse Bourou
- Nathalie Dorval
- André Engel

## Critiques
Pour Télérama, « l'idée d'une série de « caractères », à la manière d'un La Bruyère, est séduisante », et « Christine Murillo [...] est tout simplement formidable ».